# Robí Sunrise
El robí Sunrise és el robí més car del món. Es tracta d'un robí de vint-i-cinc quirats que rep el seu nom d'un poema de Rumi. Té un color vermell intens, similar al de la sang i és originari d'Àsia oriental.